# Hieracium morii
Hieracium morii es una especie de planta con flor del género Hieracium, de la familia Asteraceae, orden Asterales.

## Distribución
Hieracium morii se distribuye por la República de China.

## Taxonomía
Fue descrita científicamente por Hayata.